# Francesco di Segna
Francesco di Segna (ou Francesco di Segna di Buonaventura) est un peintre italien de l'école siennoise, qui a été  actif à Sienne dans la première moitié du Trecento (XIVe siècle italien).

## Biographie
Francesco di Segna et son frère Niccolò  di Segna ont appris la peinture dans l'atelier de leur père Segna di Bonaventura et ont également été des peintres de l'école siennoise.
Francesco a été actif en 1348 à Sienne.

## Œuvres
- Le Massacre des innocents, fresque en collaboration avec Niccolò di Segna et Pietro Lorenzetti (v. 1280-1348), Basilique dei Servi, Sienne.
- Polyptyque, Duomo de Sansepolcro.